# Free2move
Free2move ist ein Carsharing-Anbieter mit Hauptsitz in Paris und zugehörig zum Automobilhersteller Stellantis. In Berlin befindet sich die deutsche Tochtergesellschaft Free2move Deutschland GmbH (bis 2024 Share Now GmbH), die 2022 von Stellantis gekauft wurde.

## Angebot
Die Fahrzeugflotte besteht aus Fahrzeugen der Marken Alfa Romeo, Citroën, DS Automobiles, Fiat, Jeep, Opel und Peugeot.
Standorte der Free-Floating-Flotte gibt es in Amsterdam, Berlin, Frankfurt am Main, Hamburg, Madrid, Mailand, München, Paris, Rheinland (Düsseldorf & Köln), Rom, Stuttgart, Turin, Wien.
Hinzu kommt stationäres Carsharing in einigen weiteren Städten, auch in den Vereinigten Staaten.

## Geschichte
Am 28. September 2016 wurde von Carlos Tavares, damaliger Geschäftsführer der Groupe PSA, das Unternehmen gegründet.
Im Jahr 2020 wurde das vom heutigen Geschäftsführer Ahmed Mhiri gegründete französische Start-up TravelCar von der PSA-Gruppe in Free2Move integriert. Im selben Jahr übernahm PSA die gesamte Beteiligung von GHM Mobile Development an dem deutschen Start-up CarJump, das eine Anwendung für Carsharing-Lösungen entwickelt. Bis dato hatte Free2Move fast 1,2 Millionen Kunden weltweit und war in 170 Ländern vertreten.
Im Jahr 2022 übernahm Stellantis das deutsche Carsharing-Unternehmen Share Now. Das Unternehmen wurde schrittweise in Free2Move integriert. Share Now entstand 2019 als Joint Venture der Daimler AG und der BMW Group, aus den bis dahin konkurrierenden Carsharing-Anbietern car2go und DriveNow.